# Wicken (Northamptonshire)
Pour les articles homonymes, voir Wicken.
Wicken est une paroisse civile et un village du Northamptonshire, en Angleterre.